# Telothyria relicta
Telothyria relicta là một loài ruồi trong họ Tachinidae.